# Tomigusuku
Tomigusuku (豊見城市; -shi) es una ciudad japonesa localizada en Okinawa, Japón.
En 2006 la ciudad tenía una población estimada de 53 499, y la densidad de población era de 2779,16 personas por kilómetro cuadrado. El área total que abarca el municipio es de 19,25 kilómetros cuadrados.
En el 1 de abril de 2002 el estatus administrativo de Tomigusuku cambió de pueblo a ciudad. Antes de eso estaba considerada como el pueblo más grande de Japón.

## Habitantes ilustres
- Kamejiro Senaga, político.
- Takako Uehara, cantante de la banda Speed.
- Toshimitsu Higa, jugador de béisbol.